# Nianhhnum és Hnumhotep

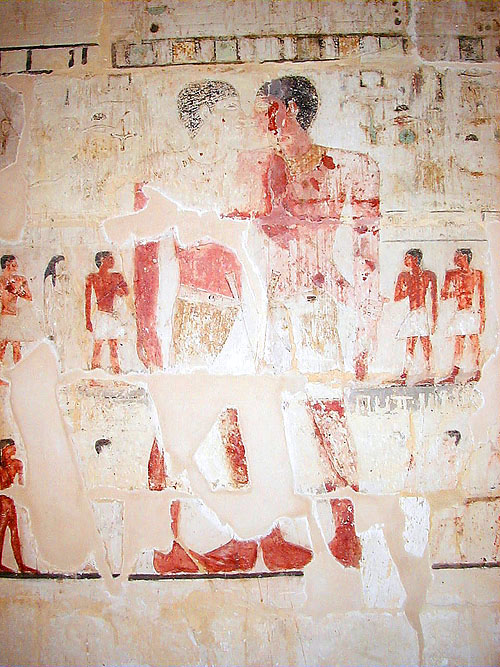
Nianhhnum és Hnumhotep ölelkező ábrázolása sírfalukon. Nianhhnum balra, Hnumhotep pedig jobbra áll, Hnumhotep jobb keze Nianhhnum vállán nyugszik, orruk pedig összeér. Ez a csók jelképe az egyiptomi művészetben

Nianhhnum és Hnumhotep két ókori egyiptomi férfi volt az V. dinasztia idején, Niuszerré fáraó uralkodása alatt (i. e. kb. 2400). Közös sírjukban több helyen is ábrázolják őket egymást átölelve vagy egymás kezét fogva. Ebből számos egyiptológus azt a következtetést vonja le, hogy ők a történelem első ismert homoszexuális szerelmespárja, akik ezt tagadják, azon a véleményen vannak, hogy inkább testvérek (talán kettős torzok) voltak.
| W9 | n · S34 |

| W9 | n · S34 |

| W9 | R4 · t · p |

| W9 | R4 · t · p |

Nianhhnum és Hnumhotep sírját Ahmed Moussa és Mounir Basta egyiptológusok fedezték fel 1964. november 12-én a szakkarai nekropoliszban. A sír azonnal tudományos vitákat váltott ki tulajdonosai kapcsolatának mibenlétéről. A konzervatívabb feltételezést, miszerint testvérek (ikertestvérek, esetleg összenőtt ikrek) alátámasztja az, hogy a sírban mindkettejüknek a feleségét és számos gyermekét is ábrázolják. Azt az elméletet, hogy homoszexuális pár sírjáról lenne szó, az támasztja alá, hogy szokatlanul gyöngéd jelenetekben ábrázolják őket (ez a nekropolisz eddig egyetlen feltárt sírja, ahol két férfi átöleli egymást, ezen kívül orrukat is összeérintik, ami az óegyiptomi ábrázolásokon a csóknak felelt meg); a sírábrázolásokon családtagjaik háttérbe szorulnak (a lakomát ábrázoló jeleneten, ahol a két férfi egymást átölelve ül, Nianhhnum feleségének, Hentkauesznek alakját levakolták, Hnumhotep felesége, Henut meg sem jelenik), és egyik férfit sem ábrázolják a feleségével olyan meghitt közelségben, mint egymással.
Közös ábrázolásaikon Hnumhotepet ábrázolják azon a helyen, ahol a házaspárok ábrázolásaiban az asszonyt szokták, ő áll társa mögött, őt vezeti kézen fogva a másik, egy jeleneten pedig lótuszvirágot szagol, ami az V. dinasztia idején férfiak ábrázolásánál meglehetősen ritka. A lakomát ábrázoló jelenetnél a zenészek a felirat szerint „a két isteni fivér”-ről szóló dalt játsszák; ez minden bizonnyal Hóruszra és Széthre utal, mely a mítosz legtöbb fennmaradt változata szerint arról szól, hogy Széth megerőszakolta Hóruszt; I. Pepi piramisában azonban (ami időben nem sokkal Nianhhnum és Hnumhotep sírja után keletkezett) egy olyan változata maradt fenn, amiben a két isten erőszak nélkül lép nemi kapcsolatba egymással. Elképzelhető, hogy ezt a változatot adták elő a sírban megörökített lakomán.
A két férfi a fáraó manikűröseként dolgozott, így azon kevesek közé tartoztak, akik megérinthették az élő istenként tisztelt uralkodót. Nevük érdekes szójáték, mindkettejük Hnum istenre utal, aki az embert formázta meg fazekaskorongján: a Nianhhnum jelentése: „az élet Hnumhoz tartozik”, a Hnumhotepé pedig: „Hnum elégedett”. Nem tudni, hogy születésükkor kapták ezeket a neveket vagy később vették fel, így utalhat akár arra, hogy összenőtt ikrek voltak, akár arra, hogy szeretők.
A sír egyik jelenetén ábrázolnak egy házaspárt, Habau-hufut és Rudszaueszt, akik egyes feltételezések szerint Nianhhnum és Hnumhotep szülei, a két férfi így testvérpár volt, a feliratok azonban nem azonosítják őket szülőkként, egy szövegen pedig, mely arról szól, hogy sírjukat senki ne háborgassa, többes számban említik, hogy „atyáink és anyáink”. További, név szerint említett családtagok: három fiútestvér (Titi, Neferniszut, Kaherszetef), három leánytestvér (Neferhotep-Hathor, Mehut, Heszetenptah), Nianhhnum felesége (Hentkauesz), három fia (Hemré, Kedunasz, Hnumheszuef), három leánya (Hemetré, Huitenré, Nebet), menye (Hemré felesége, Tjeszet), unokája (Hemré fia, Irinakheti); Hnumhotep felesége (Henut), öt fia (Sepszeszptah, Neferhuptah, Kaiszebi, Hnumheszuef, Nianhhnum) és egy leánya (Rudszauesz).

## Lásd még
- Homoszexualitás az ókori Egyiptomban